# Rhuddani
A rhuddani a llandoveryi földtörténeti kor három korszaka közül az első, amely 443,8 ± 1,5 millió évvel ezelőtt kezdődött az ordovícium időszak késő ordovícium korának hirnanti korszaka után, és 440,8 ± 1,2 millió évvel ezelőtt ért véget az aeroni korszak kezdetekor.
A rhuddani közvetlenül az ordovícium-szilur kihalási eseményt követte.
Nevét a walesi Llandovery város közelében lévő Cwm Rhuddan faluról kapta.  A korszakot és az ezt megalapozó rétegtani emeletet egy brit geológus-kutatócsoport (L. R. M. Cocks et al.) írta le 1971-ben.

## Meghatározása
A Nemzetközi Rétegtani Bizottság meghatározása szerint a rhuddani emelet alapja (a korszak kezdete) a Akidograptus ascensus graptolita megjelenésével kezdődik. Az emelet tetejét (a korszak végét) a Monograptus austerus sequens graptolita megjelenése jelzi.